# (23019) Thomgregory
(23019) Thomgregory es un asteroide perteneciente al cinturón de asteroides, descubierto el 3 de noviembre de 1999 por el equipo del Lincoln Near-Earth Asteroid Research desde el Laboratorio Lincoln, Socorro, Nuevo México.

## Designación y nombre
Designado provisionalmente como 1999 VQ201. Fue nombrado en honor de Thomas Gregory, quien fue mentor de un finalista en Intel Science Talent Search (STS) de 2007, una competencia científica para estudiantes de último año de secundaria. Enseña en la escuela secundaria JM Atherton, Louisville, Kentucky.

## Características orbitales
Thomgregory está situado a una distancia media del Sol de 2,704 ua, pudiendo alejarse hasta 2,842 ua y acercarse hasta 2,566 ua. Su excentricidad es 0,051 y la inclinación orbital 5,823 grados. Emplea 1623,98 días en completar una órbita alrededor del Sol.
Pertenece a la familia de asteroides de (10955) Harig.

## Características físicas
La magnitud absoluta de Thomgregory es 15,37. 